# Codrongianos
Codrongianos (sardinsky: Codronzànu, Codronzànos) je italská obec (comune) v provincii Sassari v regionu Sardinie. Nachází se ve výšce 317 metrů nad mořem a má přibližně 1 300 obyvatel. Rozloha obce je 30,39 km².